# Архиепархия Бейрута (маронитская)
Архиепархия Бейрута (лат. Archieparchia Berytensis Maronitarum) — архиепархия Маронитской католической церкви с центром в городе Бейрут, Ливан. Архиепархия Бейрута распространяет свою юрисдикцию на весь департамент Бейрут и центральную часть провинции Горный Ливан. Кафедральным собором архиепархии Бейрута является церковь святого Григория.

## История
Первый епископ Бейрута Юсеф упоминается в 1577 году в сочинении «Annali» маронитского патриарха Эстефана Бутроса Эль-Дуайхи. Имя следующего бейрутского епископа Юсефа ас-Сами упоминается только лишь в 1691 году. С этого времени известна линия бейрутских епископов до нашего времени. Среди бейрутских архиепископов одним из самых известных является Абдалла Караали, который созвал Синод Горного Ливана в 1736 году. На этом синоде были учреждены кафедры маронитских епископов, в том числе и кафедра в Бейруте.
Долгое время кафедра бейрутской архиепархии находилась в монастыре святого Иоанна Катале. Только во время архиепископа Петра Абу Карама (1819—1844) кафедра архиепархии была переведена в Бейрут, что способствовало значительному увеличению верующих епархии от 3.000 человек в 1850 году до 15.000 в 1870 году.
В начале 1847 года произошёл конфликт между двумя претендентами на кафедру Бейрута епископами Тубия Аун и Николаем Мурадом. Заручившись поддержкой большинства маронитов, Тубия Аун занял кафедру 10 июня 1847 года. Тубия Аун стал строить в Бейруте архиепископскую резиденцию, которую закончил его преемник Юсуф Дибс.
Архиепископ Пётр Хебли во время Первой мировой войны был выслан турками в Адану, где вскоре скончался.
В настоящее время архиепархия Бейрута является одной из самых многочисленных церковных структур Маронитской католической церкви.

## Ординарии архиепархии
- Юсеф (1577 — ?);
- Юсеф ас-Сами (27.01.1691 — 1698);
- Георгий Харалла Истифан (1698—1716);
- Абдалла Караали O.L.M.[1] (17.09.1716 — 6.01.1742);
- Юуханна Эстефан (1743—1754);
- Юсеф Эстефан (август 1754 — 6.04.1767) — выбран патриархом Антиохии;
- Афанасий Ельхенеи (1768—1778);
- Михаил Фадель (1779 — 20.09.1793) — выбран патриархом Антиохии;
- Иеремия Наджим (11.09.1779 — 8.06.1802);
- Михаил Фадель II (27.06.1796 — 2.06.1819);
- Пьер Абу Карам (28.11.1819 — 15.01.1844);
- Тубия Аун (31.12.1844 — 4.04.1871);
- Юсуф Дибс (11.02.1872 — 7.10.1907);
- Пьер Шебли (11.02.1908 — 30.05.1917);
- Игнатий Мобарак (23.02.1919 — 1951);
- Игнатий Зиаде (26.01.1952 — 4.404.1986);
- Халиль Аби-Надер (4.04.1986 — 8.06.1996);
- Павел Юсеф Матар (8.06.1996 — по настоящее время).

## Источник
- Annuario Pontificio, Libreria Editrice Vaticana, Città del Vaticano, 2003, ISBN 88-209-7422-3
- Бреве Litteris apostolicis Архивная копия от 3 марта 2013 на Wayback Machine, AAS 21 (1929), стр. 581—582  (лат.)
- Dictionnaire d’Histoire et de Géographie ecclésiastiques Архивная копия от 29 октября 2019 на Wayback Machine, vol. VIII, Parigi 1935, coll. 1319—1322? 1336  (фр.)